# Bazainville
Bazainville település Franciaországban, Yvelines megyében. Lakosainak száma 1456 fő (2022. január 1.). Bazainville Gambais, Maulette, Millemont, Orgerus, Richebourg és Tacoignières községekkel határos.

## Népesség
A település népességének változása:
| Lakosok száma | 1443 | 1447 | 1470 | 1454 | 1455 | 1457 | 1460 | 1456 | 1456 |
|               | 2013 | 2015 | 2016 | 2017 | 2018 | 2019 | 2020 | 2021 | 2022 |